# París-Niza 1986
La París-Niza 1986 fue la edición número 45 de la carrera, que estuvo compuesta de nueve etapas y un prólogo disputados del 2 al 9 de marzo de 1986. Los ciclistas completaron un recorrido de 1.216 km con salida en París y llegada a Col d'Èze, en Francia. La carrera fue vencida por el irlandés Sean Kelly, que fue acompañado en el podio por el suizo Urs Zimmermann y el estadounidense Greg LeMond. 
Sean Kelly consigue un quinta París-Niza consecutiva de las siete que acabaría ganando. 

## Resultados de las etapas
| Etapa                  | Fecha      | Recorrido                               | km      | Ganador                   | Líder      |
| ---------------------- | ---------- | --------------------------------------- | ------- | ------------------------- | ---------- |
| Prólogo                | 2 de marzo | París (CRI)                             | 5.9 km  | Sean Kelly                | Sean Kelly |
| 1.ª etapa              | 3 de marzo | Limeil-Brévannes-Limeil-Brévannes       | 148 km  | Bruno Wojtinek            | Sean Kelly |
| 2.ª etapa              | 4 de marzo | Buxy-Saint-Étienne                      | 223 km  | Bruno Wojtinek            | Sean Kelly |
| 3.ª etapa              | 5 de marzo | Saint-Étienne-Le Rouret                 | 206 km  | Sean Kelly                | Sean Kelly |
| 4.ª etapa, 1.er sector | 6 de marzo | Le Rouret-Mont Ventoux (Chalet Reynard) | 118 km  | Eric van Lancker          | Sean Kelly |
| 4.ª etapa, 2.º sector  | 6 de marzo | Carpentras-Aviñón (CRE)                 | 31.5 km | Peugeot-Shell-Velo Talbot | Sean Kelly |
| 5.ª etapa              | 7 de marzo | Salon-de-Provence-Mont Faron            | 180 km  | Pedro Muñoz               | Sean Kelly |
| 6.ª etapa              | 8 de marzo | Toulon -Mandelieu-la-Napoule            | 194 km  | Jørgen Vagn Pedersen      | Sean Kelly |
| 7.ª etapa, 1.er sector | 9 de marzo | Mandelieu-la-Napoule-Niza               | 101 km  | Alfonso Gutiérrez         | Sean Kelly |
| 7.ª etapa, 2.º sector  | 9 de marzo | Niza-Col d'Èze (CRI)                    | 10 km   | Sean Kelly                | Sean Kelly |

## Etapas

### Prólogo
2-03-1986. París, 5.9 km. CRI
|   | Ciclista         | Equipo    | Tiempo |
| - | ---------------- | --------- | ------ |
| 1 | Sean Kelly       | Kas       | 7' 19" |
| 2 | Bert Oosterbosch | Panasonic | + 5"   |
| 3 | Alain Bondue     | Système U | + 7"   |

### 1.ª etapa
3-03-1986. Limeil-Brévannes-Limeil-Brévannes, 148 km.
|   | Ciclista         | Equipo                    | Tiempo     |
| - | ---------------- | ------------------------- | ---------- |
| 1 | Bruno Wojtinek   | Peugeot-Shell-Velo Talbot | 4h 05' 01" |
| 2 | Francis Castaing | R.M.O.-Meral-Mavic        | m. t.      |
| 3 | Frank Hoste      | Fagor                     | m. t.      |

### 2.ª etapa
4-03-1986. Buxy-Saint-Étienne 223 km.
|   | Ciclista       | Equipo                    | Tiempo     |
| - | -------------- | ------------------------- | ---------- |
| 1 | Bruno Wojtinek | Peugeot-Shell-Velo Talbot | 6h 30' 33" |
| 2 | Sean Kelly     | Kas                       | m. t.      |
| 3 | Frank Hoste    | Fagor                     | m. t.      |

### 3.ª etapa
5-03-1986. Saint-Étienne-Le Rouret 206 km.
|   | Ciclista          | Equipo        | Tiempo     |
| - | ----------------- | ------------- | ---------- |
| 1 | Sean Kelly        | Kas           | 5h 48' 53" |
| 2 | Alfonso Gutiérrez | Teka          | m. t.      |
| 3 | Steve Bauer       | La Vie Claire | m. t.      |

### 4.ª etapa,1.ersector
6-03-1986. Le Rouret-Mont Ventoux (Chalet Reynard), 118 km.
|   | Ciclista         | Equipo           | Tiempo     |
| - | ---------------- | ---------------- | ---------- |
| 1 | Eric van Lancker | Panasonic        | 3h 34' 51" |
| 2 | Urs Zimmermann   | Carrera-Inoxpran | + 1' 01"   |
| 3 | Sean Kelly       | Kas              | + 1' 36"   |

### 4.ª etapa, 2.º sector
6-03-1986. Carpentras-Aviñón, 31.5 km. (CRE)
|   | Equipo                    | Tiempo  |
| - | ------------------------- | ------- |
| 1 | Peugeot-Shell-Velo Talbot | 37' 00" |
| 2 | La Vie Claire             | + 19"   |
| 3 | Kas                       | + 36"   |

### 5.ª etapa
7-03-1986. Salon-de-Provence-Mont Faron, 180 km.
|   | Ciclista      | Equipo | Tiempo     |
| - | ------------- | ------ | ---------- |
| 1 | Pedro Muñoz   | Fagor  | 4h 42' 52" |
| 2 | Sean Kelly    | Kas    | + 5"       |
| 3 | Eric Caritoux | Fagor  | m. t.      |

### 6.ª etapa
8-03-1986. Toulon-Mandelieu-la-Napoule, 194 km.
|   | Ciclista             | Equipo           | Tiempo     |
| - | -------------------- | ---------------- | ---------- |
| 1 | Jørgen Vagn Pedersen | Carrera-Inoxpran | 5h 29' 58" |
| 2 | Sean Kelly           | Kas              | + 1' 16"   |
| 3 | Eddy Schepers        | Carrera-Inoxpran | m. t.      |

### 7.ª etapa,1.ersector
9-03-1986. Mandelieu-la-Napoule-Niza, 101 km.
|   | Ciclista          | Equipo | Tiempo     |
| - | ----------------- | ------ | ---------- |
| 1 | Alfonso Gutiérrez | Teka   | 2h 31' 37" |
| 2 | Sean Kelly        | Kas    | m. t.      |
| 3 | Frank Hoste       | Fagor  | m. t.      |

### 7.ª etapa, 2.º sector
9-03-1986. Niza-Col d'Èze, 10 km. CRI
|   | Ciclista              | Equipo           | Tiempo  |
| - | --------------------- | ---------------- | ------- |
| 1 | Sean Kelly            | Kas              | 19' 45" |
| 2 | Jean-François Bernard | La Vie Claire    | + 14"   |
| 3 | Urs Zimmermann        | Carrera-Inoxpran | + 27"   |

## Clasificaciones finales

### Clasificación general
| Pos. | Ciclista              | Equipo                    | Tiempo      |
| ---- | --------------------- | ------------------------- | ----------- |
|      | Sean Kelly            | Kas                       | 33h 12' 21" |
| 2    | Urs Zimmermann        | Carrera-Inoxpran          | + 1' 50"    |
| 3    | Greg LeMond           | La Vie Claire             | + 2' 27"    |
| 4    | Pascal Simon          | Peugeot-Shell-Velo Talbot | + 2' 44"    |
| 5    | Eric Caritoux         | Fagor                     | + 2' 59"    |
| 6    | Iñaki Gastón          | Kas                       | + 3' 21"    |
| 7    | Jean-François Bernard | La Vie Claire             | + 3' 23"    |
| 8    | Yvon Madiot           | Système U                 | + 4' 14"    |
| 9    | Charly Mottet         | Système U                 | + 4' 37"    |
| 10   | Eddy Schepers         | Carrera-Inoxpran          | + 5' 03"    |